# Iekaterina Peixkova
Iekaterina Pàvlovna Peixkova rus: Екатери́на Па́вловна Пешко́ва de soltera Voljina rus: Волжина; 26 de juliol de 1887 - 26 de març de 1965) fou una activista dels drets humans, del dret humanitari i primera i única esposa oficial de l'escriptor Maksim Gorki.
Abans de la Revolució d'Octubre i va prendre part activa en la tasca de la Comissió d'Ajuda als Presos Polítics russos  (Комитет помощи русским политкаторжанам) sota el lideratge de Vera Fígner. Després de 1914 va dirigir la Comissió dels nens a la Societat per a l'Assistència a les víctimes de guerra. Després de 1918 fou la principal activista del Comitè de Moscou de la Creu Roja política.
Després de 1922 fou la presidenta de l'organització successora, anomenada Assistència als presos polítics Помощь политическим заключенным Pomosx polititxeskim zakliutxennim, abreujadament Pompolit rus: Помощь. Fou honrada amb un orde de la Creu Roja Polonesa per la seva participació en l'intercanvi de presoners de guerra després de la guerra poloneso-soviètica.
Durant els anys de la repressió política de Stalin, sovint era l'única persona que realment ajudava els presos polítics, portant cartes i paquets d'aliments, i advocant per la reducció de les penes de presó i amnisties. Milers d'intel·lectuals soviètics li deuen la vida. Entre ells hi havia el rabí Yosef Yitzchak Schneerson, el sisè rebe del moviment hassídic Jabad Lubavitx, que va ser detingut i empresonat a la presó Xpalernaia a Leningrad. La seva sentència de mort va ser commutada i va canviar dues vegades. Finalment va ser posat en llibertat i va sortir de l'URSS.

Segons Victor Serge: 
| « | Després d'haver-se guanyat la confiança de Lenin, se li va permetre, durant el Terror Roig, de fundar una organització d'ajuda per als detinguts polítics, de qualsevol tipus; es tolerà, per primera vegada per a la Txekà, a continuació, pel GPU, amb una barreja de respecte, confiança, i hostilitat. Peixkova estava disponible per gestionar la increïble gesta moral de conservar a l'hora la confiança de les víctimes i dels insquisidors. | » |